# Прудников, Виктор Алексеевич
Ви́ктор Алексе́евич Пру́дников (4 февраля 1939, Ростов-на-Дону, РСФСР, СССР — 3 января 2015, Москва, Россия) — советский и российский военачальник, генерал армии (1996).

## Биография
Родился в многодетной семье (имел 8 братьев и сестёр). Рано остался без матери, в связи с чем в 1953 году был принят в Ростовскую спецшколу ВВС (специализированное учебное заведение, дающее детям среднее образование и первоначальные знания в области авиации, в известном смысле аналог Суворовских военных училищ).
В Советской Армии с 1956 года. В 1959 году — окончил Армавирское военное авиационное училище лётчиков ПВО.
Как один из лучших выпускников оставлен в училище лётчиком-инструктором, с 1960 года — старший лётчик-инструктор.
В 1967 году — окончил Военно-воздушную академию.
С 1967 года — заместитель командира — штурман эскадрильи, с 1968 года — командир эскадрильи. С 1970 года — заместитель командира по лётной подготовке, а с февраля 1971 года — командир истребительного авиационного полка ПВО. Много лет служил в Сибири и на Дальнем Востоке.
С июля 1973 года — заместитель командира, а с января 1975 года — командир истребительной авиационной дивизии ПВО. В январе 1978 — январе 1979 годов первый заместитель командующего 11-й отдельной армией ПВО.
В 1981 году — окончил Военную академию Генерального штаба Вооружённых Сил имени К. Е. Ворошилова.
В 1981—1983 годах — первый заместитель командующего, а с августа 1983 года — командующий 8-й отдельной армией ПВО — заместитель командующего войсками Киевского военного округа по ПВО. С августа 1989 года — командующий войсками ордена Ленина Московского округа ПВО. 
С 31 августа 1991 года — Главнокомандующий Войсками ПВО — заместитель Министра обороны СССР, с февраля 1992 года — Главнокомандующий Войсками ПВО Объединённых Вооруженных Сил государств — участников СНГ, с августа 1992 года по декабрь 1997 года — Главнокомандующий Войсками противовоздушной обороны Российской Федерации и одновременно — председатель Координационного комитета государств — участников Содружества независимых государств по вопросам ПВО. В связи с объединением Военно-воздушных сил и Войск противовоздушной обороны Российской Федерации в единый род войск — Военно-воздушные силы Российской Федерации 18 декабря 1997 года освобождён от должности Главнокомандующего. Тем самым стал последним Главнокомандующим Войсками противовоздушной обороны Российской Федерации. Некоторое время находился в распоряжении Министра обороны Российской Федерации. С декабря 1997 года — начальник Штаба по координации военного сотрудничества государств — участников Содружества Независимых Государств.
Воинские звания подполковник и полковник присвоены досрочно. В феврале 1989 года присвоено звание генерал-полковник. Воинское звание генерал армии присвоено указом Президента России от 13 июня 1996 года.
В июне 2001 года уволен в запас по достижении предельного возраста пребывания на военной службе.
В феврале 2004 года уволен в отставку.
В 1990—1991 годах являлся членом ЦК КПСС.
Женат, двое сыновей (старший — лётчик в гражданской авиации, младший погиб в автомобильной катастрофе).
Жил в Москве. Скончался 3 января 2015 года после длительной болезни. Похоронен 6 января на Федеральном военно-мемориальном кладбище.

## Награды
- Орден «За военные заслуги» (1996);
- Орден Красного Знамени;
- Орден Красной Звезды;
- Орден «За службу Родине в Вооружённых Силах СССР» III степени;
- Медаль «За воинскую доблесть. В ознаменование 100-летия со дня рождения В. И. Ленина» (1970);
- другие государственные и ведомственные медали;
- Почётное звание «Заслуженный военный лётчик Российской Федерации» (1995);
- Государственная премия Российской Федерации (1995);
- Премия Правительства Российской Федерации за значительный вклад в развитие Военно-воздушных сил (17 декабря 2012) — за организацию и руководство строительством и развитием Военно-воздушных сил на соответствующих командных должностях[2];
- Грамота Содружества Независимых Государств (1 июня 2001) — за активную работу по укреплению и развитию Содружества Независимых Государств [3].